# Hiromi Takashima
Hiromi Takashima (japanisch 高嶋 ひろみ Takashima Hiromi; * 26. Dezember) ist eine japanische Mangaka. Ihre erfolgreichste Serie Kase-san wurde unter anderem ins Deutsche übersetzt und in Japan als Anime umgesetzt. 

## Werdegang und Werk
Takashima begann ihre Karriere mit der Yonkoma-Strip-Serie Poncho., eine Alltags-Komödie über Hiroshi, dessen Freundin und deren kleine Schwester. Es folgten einige kurze Serien und Kurzgeschichten, einige für Yuri-Anthologien. Dem Genre über gleichgeschlechtliche Liebe zwischen Frauen blieb Takashima auch danach treu. Ihre erfolgreichste Serie Kase-san erzählt von der aufblühenden Liebe zwischen zwei recht gegensätzlichen Schülerinnen. Nach deren Abschluss erscheint seit 2017 eine Fortsetzung und 2018 kam eine Umsetzung als Anime heraus. Auf Deutsch erschien der Manga erstmals 2013 teilweise bei Egmont Manga als Ipomoea und später erneut und vollständig unter dem aktuellen Titel. 
Die Werke von Takashima sind in der Regel romantische Komödien, oft im Schulalltag angesiedelt. Neben Yuri-Geschichten schuf sie auch herkömmliche Romanzen sowie mit Twin Bird von 2010 ein Boys Love.

## Bibliografie (Auswahl)
- Poncho. (ポンチョ。, 2007–2012, 1 Band)
- Shakkin Kanojo (借金カノジョ, 2008, 1 Band)
- Miman Renai (未満れんあい, 2008–2010, 5 Bände)
- Twin Bird (ツインバード, 2010–2011, 1 Band)
- Kase-san (あさがおと加瀬さん。 Asagao to Kase-san., Ipomoea, 2012–2018, 5 Bände)
- Hōkago Owaraibu (放課後おわらいぶ, 2012–2013, 2 Bände)
- Haretara Ashita! (はれたら明日！, 2012–2015, 1 Band)
- Lovely! – Itoshi no Mamecchi (LOVELY！～愛しのまめっち, 2015–, 8 Bände, Illustrationen)
- Yamada to Kase-san. (山田と加瀬さん。, seit 2017, 4 Bände)